# Ilyushin Il-28
Ilyushin Il-28 là một máy bay ném bom phản lực ban đầu được chế tạo cho Không quân Xô viết và là chiếc đầu tiên kiểu như vậy đi tới giai đoạn sản xuất hàng loạt tại Liên bang Xô viết. Nó cũng được chế tạo theo giấy phép tại Trung Quốc với ký hiệu Hong H-5. Tên hiệu của NATO cho loại máy bay này là Beagle với loại ném bom, Il-28R cho phiên bản trinh sát, và Il-28T ném bom-phóng thủy lôi, và Mascot cho phiên bản Il-28U huấn luyện. Ước tính cho thấy tổng số máy bay chế tạo tại cả hai nước trong khoảng 2.000 tới 6.000 chiếc. Trong thập niên 1990, hàng trăm chiếc vẫn hoạt động trong không quân nhiều nước, hơn 40 năm sau lần đầu xuất hiện của Il-28.
Chiếc máy bay này có hình dáng bên ngoài theo quy ước, với cánh cao, không chéo phía sau mang động cơ lớn phía dưới. Phi công ném bom ngồi phía mũi kính, phía đuôi có hai khẩu pháo 23mm. Những đặc điểm đó giống với kiểu bố trí của máy bay ném bom tầm trung thời Chiến tranh thế giới thứ hai trước đó, nhưng các bề mặt đuôi chéo phía sau và buồng lái kính nổi của phi công và ghế phóng là các đặc điểm tương tự các loại máy bay khác ở thời kỳ của nó, khiến nó vừa mang các đặc điểm mới vừa có những đặc điểm cũ.

## Hoạt động

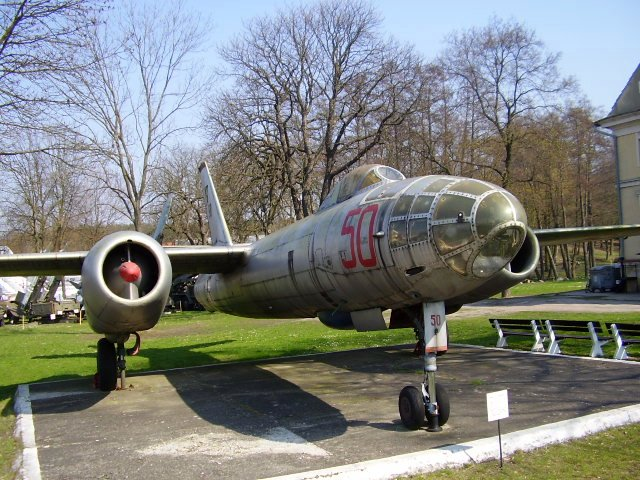
Il-28 trưng bày trong một bảo tàng

Il-28 đã được xuất khẩu rộng rãi, phục vụ trong không quân khoảng 20 quốc gia từ các nước thuộc khối Hiệp ước Warsaw tới lực lượng không quân các nước Trung Đông và châu Phi. Ai Cập là một khách hàng từ sớm, và việc tiêu diệt những chiếc Il-28 của Ai Cập trên mặt đất là một ưu tiên đối với Không quân Israel trong cuộc Khủng hoảng kênh Suez, Chiến tranh Sáu Ngày và Chiến tranh Yom Kippur. Liên bang Xô viết đang trong quá trình cung cấp máy móc để lắp ráp loại máy bay này tại Cuba thì gặp cuộc Khủng hoảng tên lửa Cuba khiến kế hoạch bị trì hoãn, sau đó Nikita Khrushchev đã đồng ý rút bỏ. Kiểu máy bay này cũng đã được chứng kiến hoạt động hạn chế tại Việt Nam và trong các lực lượng Xô viết tại Afghanistan. Bốn chiếc Il-28 của Ai Cập và hai chiếc của Liên Xô cũ (đều với phi đội Ai Cập) đã được Không quân Nigeria sử dụng trong Những cuộc chiến tranh Biafra. Những chiếc Il-28 của Yemen đã tham gia vào cuộc nội chiến ở nước này. Phần Lan cũng có bốn chiếc kiểu này được chuyển giao trong giai đoạn 1961 - 1966. Chúng còn hoạt động cho tới tận thập niên 1980.
Liên bang Xô viết đã cho rút lui loại máy bay này trong thập niên 1980, tuy những chiếc cuối cùng do Liên Xô chế tạo vẫn hoạt động tại Ai Cập cho đến tận những năm 1990. Những chiếc Il-28 do Trung Quốc chế tạo được đặt tên định danh Harbin H-5 và được sản xuất tại Tập đoàn Công nghiệp Máy bay Cáp Nhĩ Tân cũng hoạt động cho tới những năm 1990, với số lượng tới vài trăm chiếc tại Trung Quốc, và một số lượng nhỏ hơn ở Bắc Triều Tiên và Romania. Ba phiên bản chính của Trung Quốc là H-5 ném bom, HJ-5 huấn luyện, và H-5R (HZ-5) trinh sát tầm xa (so sánh với phiên bản trinh sát Shenyang J-6), và sau này là phiên bản HD-5 ECM/ESM. Hai phiên bản sau đã được hủy bỏ từng bước.

## Hoạt động tại Việt Nam
Giữa năm 1965, Liên Xô đã chuyển giao cho Việt Nam 8 máy bay ném bom Il-28 (gồm cả ba loại: trinh sát ảnh, ném bom và huấn luyện). Toàn bộ lực lượng phi công, cán bộ kỹ thuật Il-28 được biên chế thành đơn vị T16, nằm trong Trung đoàn Tiêm kích 921 Sao Đỏ.
Vì nhiều lý do, mà mãi tới ngày 9/10/1972, máy bay ném bom Il-28 của Không quân Nhân dân Việt Nam mới xuất kích đánh chặn đầu (và cũng là trận cuối) vào căn cứ phỉ Vàng Pao và cố vấn Mỹ ở Buôn Loọng trên đất Lào.
Trận đánh Buôn Loọng là trận đầu tiên và cũng là cuối cùng của máy bay ném bom Il-28. Đây cũng có thể xem là trận đánh có "1-0-2" của lực lượng không quân ném bom duy nhất trong lịch sử Không quân Nhân dân Việt Nam.

## Biến thể
- Il-28 – Phiên bản ném bom 3 chỗ

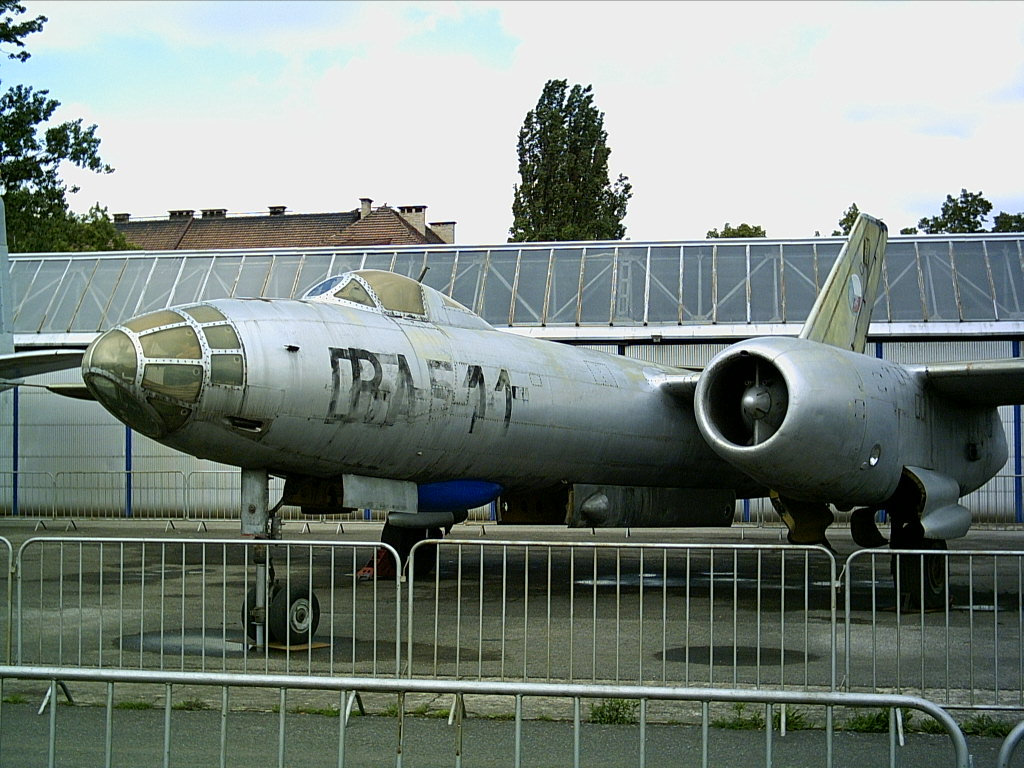
Ilyushin Il-28RTR, bảo tàng Kbely, Prague

- Il-28D – Phiên bản ném bom hạt nhân tầm xa cho Không quân Xô viết
- Il-28R – Phiên bản trinh sát chiến thuật 3 chỗ
- Il-28REB – Phiên bản gây nhiễu điện tử, tác chiến điện tử
- Il-28RTR – Phiên bản trinh sát điện tử
- Il-28S – Phiên bản cánh xuôi, bị loại bỏ trước khi hoàn thành
- Il-28T – Phiên bản oanh tạc phóng ngư lôi cho Không quân Hải quân Xô viết, có thể chứa 1 ngư lôi lớn hoặc 2 ngư lôi nhỏ trong khoang chứa vũ khí.
- Il-28P – Phiên bản dân sự vận chuyển bưu phẩm cho hãng Aeroflot. Trong một số báo cáo, nó có tên gọi là Il-20
- Il-28U – Phiên bản huấn luyện
- Il-28ZA – Phiên bản lấy mẫu không khí
- H-5 – Phiên bản ném bom của Trung Quốc
- HJ-5 – Phiên bản huấn luyện của Trung Quốc
- H-5R hay (HZ-5): Phiên bản trinh sát ảnh tầm xa đã được hủy bỏ từng bước của Trung Quốc
- HD-5 – Phiên bản ECM/ESM của Trung Quốc đang được hủy bỏ
- H-5 Testbed – Phiên bản thử nghiệm ghế phóng của Trung Quốc, cuối cùng đã được thay thế bằng phiên bản thử nghiệm Shenyang J-6
- B-5 – Tên gọi xuất khẩu của H-5
- B-228 – Il-28 chế tạo bởi hãng Avia theo giấy phép ở Tiệp Khắc
- CB-228 – Il-28U chế tạo bởi hãng Avia theo giấy phép ở Tiệp Khắc

## Các quốc gia sử dụng
Bắc Triều Tiên là bên sử dụng cuối cùng loại Il-28 với khoảng 80 chiếc đang hoạt động. Xem Không quân Bắc Triều Tiên.

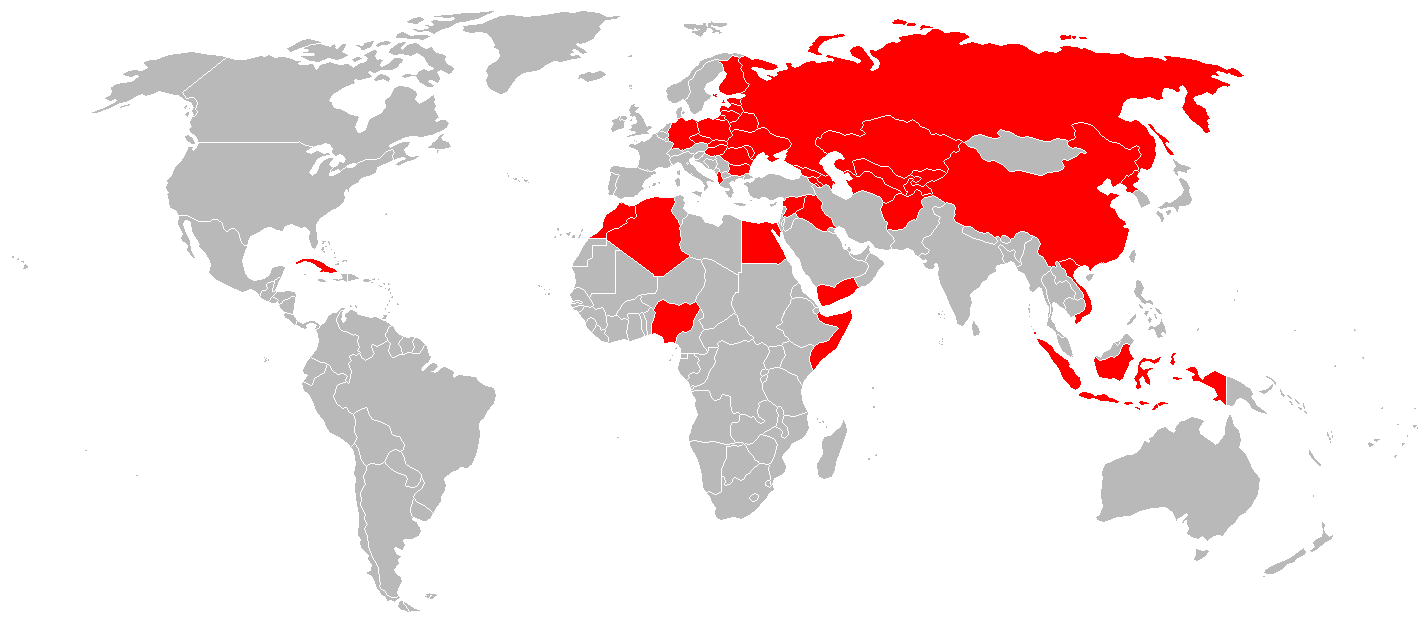
Các bên sử dụng Il-28

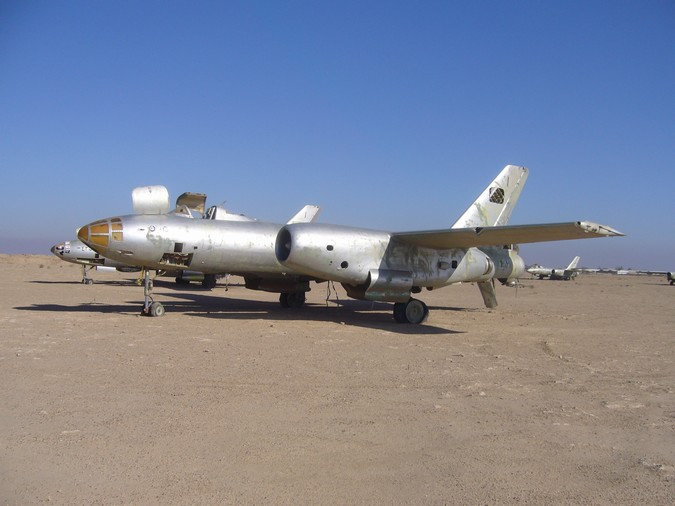
Một chiếc Il-28 ném bom của Iraq bị vứt bỏ tại Al Taqaddum, Iraq.

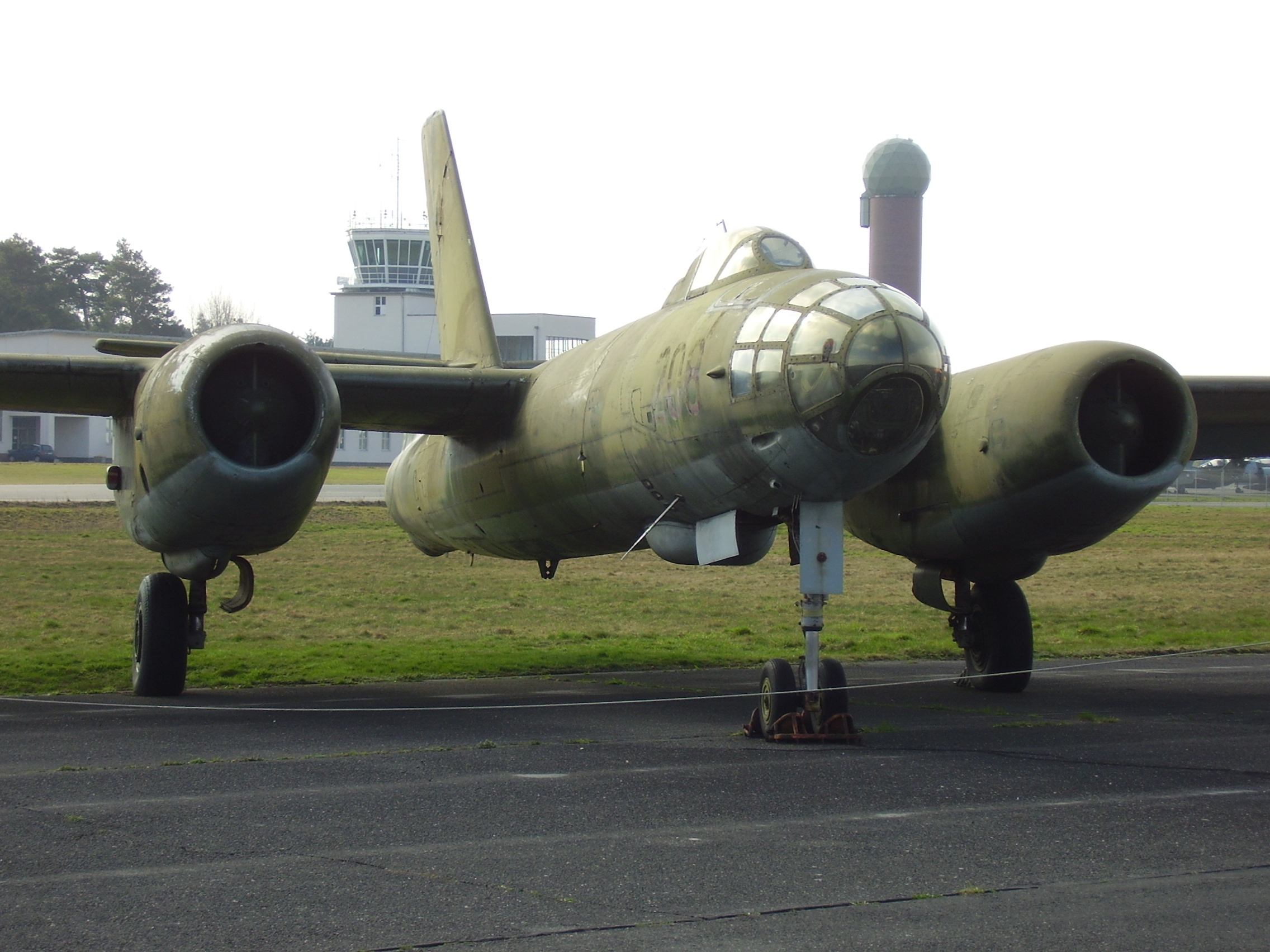
Một chiếc Il-28 tại bảo tàng ở Berlin-Gatow.

- Afghanistan: 54, gồm 4 chiếc phiên bản Il-28U, được Không quân Afghanistan mua từ năm 1957. Những chiếc huấn luyện duy nhất được sử dụng tới tận năm 1994.[1][2]
- Ai Cập
- Albania: 11 chiếc đã được thông báo hoạt động trong Không quân Albani. Chỉ một chiếc Il-28 được mua năm 1957 và sau đó bán cho Trung Quốc năm 1971 như một phần của hợp đồng mua 10 chiếc H-5 và hoạt động tới tận năm 1999[3].
- Algérie
- Ba Lan
- Bulgaria
- Cuba: 42 chiếc Il-28N đã được đưa tới Cuba, nhưng nhanh chóng bị đưa trở lại Liên Xô sau vụ Khủng hoảng Tên lửa Cuba[1].
- Đông Đức: Chủ yếu dùng kéo mục tiêu và thử nghiệm động cơ.
- Hungary
- Indonesia: 12 chiếc Il-28 được mua năm 1961. Tất cả chúng đều thuộc Skadron 21 đóng tại Căn cứ Không quân Kemayoran, Jakarta. Đã được dùng khi chuẩn bị Chiến dịch TRIKORA năm 1962 (tái chiếm Tây New Guinea từ Hà Lan) tại Tây New Guinea (hiện là, Papua và Papua Barat). Tất cả đã ngừng hoạt động năm 1969. Không còn phục vụ từ năm 1970.
- Iraq
- Liên Xô: Khoảng 1.500 chiếc hoạt động trong VVS, AVMF, và Hải quân Xô viết, các chiến dịch bắt đầu từ năm 1950. Hoạt động tại mặt trận kéo dài suốt thập niên 1950, một vài chiếc tới tận thập niên 1980. Một lượng nhỏ máy bay giải giới được cung cấp cho Aeroflot[1].
- Maroc
- Nigeria
- Phần Lan: 4 chiếc được mua trong thập niên 1960, và được dùng để kéo mục tiêu[1].
- România 40 năm hoạt động, đã được cho nghỉ từ 06/2001.
- Somalia
- Tiệp Khắc: Các phiên bản gồm cả loại Il-28 và Il-28U của Liên Xô chế tạo cũng như B-228 và CB-228 do Avia chế tạo[1].
- CHDCND Triều Tiên: H-5 chiếc hoạt động.
- Trung Quốc: Hàng trăm chiếc đã được Không quân Quân Giải phóng Nhân dân Trung Quốc và Hải quân Quân Giải phóng Nhân dân Trung Quốc sử dụng. Ban đầu được trang bị với những chiếc do Liên Xô sản xuất, Trung Quốc bắt đầu tự sản xuất hoàn toàn loại máy bay này với tên gọi H-5 năm 1965. Một số lượng nhỏ có thể vẫn còn hoạt động với các vai trò khác[1].
- Syria
- Việt Nam Đã cho nghỉ toàn bộ.
- Yemen
- Nam Yemen

## Chiếc Il-28 đầu tiên ởphương Tây
Ngày 11 tháng 11 năm 1965, Lý Hiển Bân (李显斌), một đại úy thuộc Không quân Không quân Quân Giải phóng Nhân dân Trung Quốc lái chiếc Ilyushin Il-28 của Sư đoàn số 8, Quân khu Quảng Châu đã đào tẩu khi lái chiếc máy bay ném bom số hiệu 0195 từ Căn cứ không quân Kiến Kiều (笕桥) ở Hàng Châu tới Sân bay Quốc tế Tưởng Giới Thạch, Đài Loan - và đây là chiếc Il-28 hoàn chỉnh đầu tiên rơi vào tay phương Tây. Liêm Bảo Sinh (廉保生), sĩ quan radio/pháo thủ đuôi đã chết và hoa tiêu Lý Tài Vượng (李才旺) bị bắt sống sau khi tự sát không thành công. Cả hai người sống sót đều được tặng thưởng huân chương của Không quân Trung Hoa Dân Quốc. Lý Hiển Bân được trao thưởng 2.000 lạng (xấp xỉ 70 kg) vàng, còn Lý Tài Vượng được thưởng 1.000 lạng (xấp xỉ 35 kg) vàng. Bởi Liêm Bảo Sinh đã chết, phần thưởng 1.000 lạng của ông được chia đều cho Lý Hiển Bân và Lý Tài Vượng.

## Đặc điểm kỹ thuật (Il-28)

### Đặc điểm chung
- Phi đội: ba người (phi công, hoa tiêu, pháo thủ)
- Chiều dài: 17.60 m (57 ft 9 in)
- Sải cánh: 21.50 m (70 ft 6 in)
- Chiều cao: 6.70 m (22 ft 0 in)
- Diện tích cánh: 60.8 m² (654 ft²)
- Trọng lượng rỗng: 11.890 kg (26.210 lb)
- Trọng lượng chất tải: 17.700 kg (39.000 lb)
- Trọng lượng cất cánh tối đa: 21.200 kg (46.700 lb)
- Động cơ: 2xKlimov VK-1, 53.8 kN (12.090 lbf) mỗi chiếc

### Thao diễn
- Tốc độ tối đa: 900 km/h (486 kt, 560 mph)
- Tầm hoạt động: 2.180 km (1.177 nm, 1.350 dặm)
- Trần bay: 12.300 m (40.400 ft)
- Tốc độ lên: 900 m/min (2.950 ft/min)
- Chất tải cánh: 291 kg/m² (59.6 lb/ft²)
- Lực đẩy/Trọng lượng: 1:3.2

### Trang bị vũ khí
- 4 × pháo Nudelman Rikhter NR-23 (2 phía mũi, 2 phía đuôi)
- 3.000 kg (6.600 lb) bom ở khoang trong

## Chủ đề liên quan

### Máy bay có cùng sự phát triển
- Ilyushin Il-30
- Ilyushin Il-46
- Hong H-5

### Máy bay có tính năng tương đương
- Tupolev Tu-14
- English Electric Canberra
- Sud-Ouest Vautour
- B-45 Tornado

### Danh sách
- Danh sách máy bay quân sự Liên bang Xô viết và CIS
- Danh sách máy bay ném bom